# Alexander Ross (Entdecker)

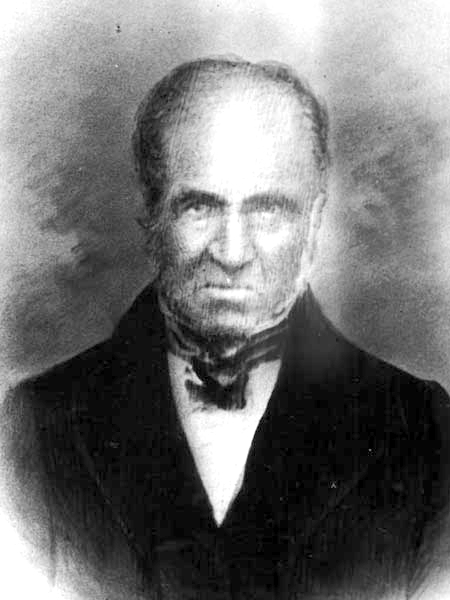
Alexander Ross

Alexander Ross (* 9. Mai 1783; † 23. Oktober 1856) war ein in Schottland geborener kanadischer Pelzhändler und Entdecker.
Nachdem er um 1805 nach Oberkanada – das heutige Ontario – eingewandert war, unternahm er im Auftrag der Pacific Fur Company des Johann Jakob Astor umfangreiche Reisen im Oregon-Territorium. Er nahm an der Gründung der Niederlassung Astoria teil und erforschte alternative Routen des Okanagan Trail. Als 1813 die North West Company die Pacific Fur Company übernahm, arbeitete er in deren Auftrag weiter.
Als 1818 diese Gesellschaft eine Expedition in das Gebiet der Teton Range in Wyoming entsandte, waren Ross und der Trapper Daniel Potts unter den ersten weißen Entdeckern, die auf die geothermalen Aktivitäten des heutigen Yellowstone-Nationalparks stießen.
Nachdem 1821 die Hudson’s Bay Company die North West Company übernommen hatte, arbeitete Ross noch vier weitere Jahre in deren Auftrag, bevor er sich in die Red-River-Kolonie – das heutige Manitoba – zurückzog und als Sheriff und Mitglied des Rates tätig war.

## Werke
- Adventures of the First Settlers on the Oregon or Columbia River: Being a Narrative of the Expedition Fitted out by John Jacob Astor, to Establish the "Pacific Fur Company;" with an Account of Some Indian Tribes on the Coast of the Pacific, 1849 (Digitalisat)
- The Fur Hunters of the Far West, 1855
- The Red River Settlement, 1856
- Letters of a Pioneer, Alexander Ross, 1903 (Autobiographie, hrsg. v. George Bryce)

## Weblink
- Alexander Ross. In: Dictionary of Canadian Biography. 24 Bände, 1966–2018. University of Toronto Press, Toronto (englisch, französisch).

| Personendaten    | Personendaten                         |
| ---------------- | ------------------------------------- |
| NAME             | Ross, Alexander                       |
| KURZBESCHREIBUNG | kanadischer Pelzhändler und Entdecker |
| GEBURTSDATUM     | 9. Mai 1783                           |
| STERBEDATUM      | 23. Oktober 1856                      |